# Gezeichnet (Akte X)
Gezeichnet ist die Pilot-Folge der US-amerikanischen Mystery-Fernsehserie Akte X – Die unheimlichen Fälle des FBI, welche von 1993 bis 2002 im Fernsehen ausgestrahlt wurde. Die Pilot-Folge wurde zum ersten Mal am 10. September 1993 auf dem Sender FOX Network in den USA sowie in Kanada gezeigt. Die Episode bildet die Basis für die spätere Mythologie der Serie, welche von einer globalen Verschwörung handelt, die mit außerirdischen Kolonisten zusammenarbeitet.

## Inhalt
Dem FBI-Agenten Fox Mulder wird die frisch von der FBI-Akademie kommende Dana Scully als Partnerin zugeteilt, um seine Arbeit an den sogenannten X-Akten (einer Sammlung von paranormalen Phänomenen) zu überwachen oder sogar zu diskreditieren.
Während es Mulder aufgrund der Entführung seiner Schwester durch Außerirdische leicht fällt, den Berichten in den X-Akten Glauben zu schenken, ist seine Partnerin Scully eine rational denkende Wissenschaftlerin, die stets versucht, eine logische Erklärung für alle paranormalen Phänomene zu finden.
Ihr erster Fall führt die beiden nach Bellefleur, Oregon, wo diverse Morde an Highschool-Schülern, die mysteriöse Zeichen auf ihren Körpern aufwiesen, die Aufmerksamkeit der beiden Agenten erregen. Bei der Exhumierung der Leiche eines der Schüler entdecken sie in dem Sarg den Kadaver eines Orang-Utans, in dessen Nase sich ein metallisches Implantat befindet. Die beiden Agenten befragen zwei Klassenkameraden der Opfer, Billy Miles und Peggy O’Dell, die seit einem Autounfall in einem Pflegeheim sind. Auf O’Dells Körper finden sie ebenfalls die bereits bekannten Zeichen.
Später erfahren sie durch einen anonymen Anruf, dass Peggy O’Dell auf dem Highway getötet wurde, nachdem sie aus dem Heim entkommen konnte. Während sich die beiden Agenten am Unfallort aufhalten, fängt das Autopsie-Gebäude Feuer und alle darin enthaltenen Beweise werden anscheinend vernichtet. Während dieses Ereignisses treffen Mulder und Scully auf Theresa Nemman, die Tochter des Leichenbeschauers, von welcher der anonyme Anruf stammt und die ebenfalls die Zeichen auf ihrer Haut hat. Sie berichtet, dass sie an dem Abend, als sie mit Billy Miles und Peggy O’Dell unterwegs war, beobachten konnte, wie ein helles Licht erschien. Daraufhin ist Mulder davon überzeugt, dass Billy Miles unter der Kontrolle einer außerirdischen Macht steht.
Die Agenten begeben sich in den Wald, um dort nach weiteren Beweisen zu suchen. Dabei wird Mulder Zeuge, wie Billy Miles die bewusstlose Theresa Nemman in seinen Armen hält und in einem weißen Licht steht. Kurz darauf verschwindet das Licht und beide Jugendliche kommen wieder zu vollem Bewusstsein. Keiner von ihnen kann sich erinnern, wie er an diesen Ort gelangte und auch die seltsamen Zeichen sind verschwunden.
In Washington, D.C. präsentiert Scully ihren Vorgesetzten das metallische Objekt, welches sie in der Nase des Orang-Utan-Kadavers gefunden hatte. Es ist der einzige Beweis, welcher nicht vernichtet wurde. In der letzten Szene deponiert der Cigarette Smoking Man („der Raucher, der Krebskandidat“) das Objekt neben anderen in einem gigantischen Lagerhaus im Pentagon.

## Rezeption
Bei der Erstausstrahlung in den USA erreichte die Folge eine Einschaltquote von 7,441 Millionen Haushalten und einen Marktanteil von 15 Prozent. Außerdem erzielte sie ein Nielsen Rating von 7,9 und einen Share von 15. In Deutschland wurde die Folge von 3,52 Millionen Haushalten verfolgt und erlangte einen Marktanteil von 12,5 Prozent.

## Trivia
- Am Anfang der Episode erscheint der Schriftzug: „Der folgende Film stützt sich auf Tatsachenberichte.“ Damit ist jedoch nicht gemeint, dass die Agenten Mulder und Scully oder deren Arbeit an den X-Akten wirklich existieren würden. Auch die Ereignisse in Bellefleur, Oregon, und sogar die Stadt selbst sind reine Fiktion. Mit den Tatsachen sind die einzelnen typischen Phänomene gemeint, welche normalerweise mit UFO-Erscheinungen und Entführungen durch Außerirdische einhergehen. Dazu zählen Implantate, verlorene Zeit, Narben an den Körpern von Entführungsopfern sowie das charakteristische gleißende Licht.
- Gezeichnet ist die einzige Folge der Serie, die keinen Vorspann hat.
- Die Folge hatte ein Budget von zwei Millionen US-Dollar.
- Anfangs versuchte man das Leben der Agenten außerhalb der X-Akten ebenfalls in die Serie einzubauen. Dazu wurden beispielsweise mehrere Szenen mit Scully und ihrem Freund Ethan Minette gedreht, welche es aber letztlich nicht in die finale Fernsehversion schafften. In der Komplettedition der ersten Staffel sind diese hingegen enthalten.
- Chris Carter wurde in Bellflower (Kalifornien) geboren und der Name Bellefleur ist eine Referenz zu seiner Heimatstadt.
- In der finalen Episode der siebten Staffel kehren Mulder und Scully nach Bellefleur zurück, um dort den Absturz eines UFOs zu untersuchen. Dabei haben mehrere Figuren aus der Pilot-Episode einen erneuten Auftritt in der Serie.